# Deutsches Meisterschaftsrudern 1894
Das 13. Deutsche Meisterschaftsrudern wurde 1894 in Hamburg ausgetragen. Wie in den Jahren zuvor wurde nur im Einer der Männer ein Meister ermittelt. Deutscher Meister wurde Albert Rübsamen.

## Medaillengewinner
| Bootsklasse | Gold                               | Silber                                      | Bronze                               |
| ----------- | ---------------------------------- | ------------------------------------------- | ------------------------------------ |
| Einer       | Albert Rübsamen (Gießener RG 1877) | Heinrich Schopmann (RC Allemannia von 1866) | Wilhelm Klebahn (Bremer RV von 1882) |